# Ahmed Dino
Ahmed Dino, född 1785 i Preveza i Grekland, död 1849 i Konya i Turkiet, var en albansk militärledare och politiker.
Ahmed Dino härstammade från den albanska ätten Dino som kom från Preveza som då hade en albansk befolkning. Han var både en nära vän och allierad till Ali Pascha av Tepelena. I Egypten var han en av de mest högrankade generalerna under Muhammed Ali av Egypten under dennes erövrande av Egypten. År 1844 lät han bygga Yeni-moskén i sin hemstad som under 2000-talet blev förklarad till ett kulturellt minnesmärke. År 1847 tog han del i det albanska upproret av samma år och som leddes av Zenel Gjoleka. Även om upproret var inledningsvis framgångsrikt led Zenel Gjoleka ett nederlag och Ahmed Dino tvingades att fly till Konya där han avled. Ahmed Dino var gift med en kvinna som hette Saliha Çapari och som kom från den albanska ätten Çapari. Hans son Abedin Dino var en av grundarna av Prizrenligan och var för en kort period Osmanska rikets utrikesminister.